# Nana Asmaʼu
Nana Asma`u [nana asmau], (celotno ime: Asma`u bint Shehu Usman dan Fodiyo, v arabščini: نانا أسماء بنت عثمان فودي), *1793, kalifat Sokoto, † 1864.
Nana Asma`u je bila princesa ljudstva Fula in je na Nigerijo pustila velik pečat. Bila je hči Usman dan Fodia, ustanovitelja kalifata Sokoto. Bila je tudi pesnica, aktivistka, vladna svetovalka, prevajalka, znanstvenica in učiteljica. Predstavlja simbol izobraževanja in gibanja za neodvisnost žensk v okviru Islama, hkrati pa je predhodnica sodobnega feminizma v Afriki.

ŽIVLJENJE
Rodila se jev kalifatu Sokoto leta 1793. Kalifat Sokoto je zavzemal območje današnje Nigerije. Ime je dobila po Asmāʾ bint Abi BakrIu, Muhamedovi spremljevalki. V svojem otroštvu je preživela Fulansko vojno (1804 – 1808), po kateri je kampanja džihada uspešno ustanovila kalifat Sokoto, Islamski imperij. Mati je bilo ime Maimona, očetu pa Usman dan Fodio. Poleg brata dvojčka Hassana je imela še druge brate in sestre. Bila je hči ustanovitelja kalifata Sokoto in polsestra drugega sultana Muhammeda Bella ki ga je v času vladavine podpirala. Bila je ena njegovih največjih zaupnic in svetovalk, zato je bila v politiki tudi zelo aktivna in imela možnost soodločanja. Že pri desetih letih je se naučila celoten Koran. Pri 14 letih se je poročila z Gidado dan Laima, nekaj let kasnje pa je imela svojega prvega otroka. V svojih zgodnjih 20-ih letih je napisala svojo prvo knjigo. 
Islam poudarja pomembnost in enakost obeh spolov. Tega prejšnji voditelji niso nikoli upoštevali. Njenega očeta in njo je to že od začetka motilo. To so bili njeni temelji za kasnejša gibanja. Tako kot njen oče, se je izobraževala v Tafsirju (eksegeza Korana) in imela veliko spoštovanje do univerzalnega izobraževanja. Poudarjala je pomembnost izmenjave znanja, zlasti znanja o sunah (prehojenih poteh, običajih), primer preroka Mohameda. Misleča, da je učenje brez poučevanja le neplodno in prazno delo, je Nana Asma`u večino časa posvečala zlasti izobraževanju žensk medtem ko je v prostem času svoje misli in poglede na svet prelivala na papir. Nana Asma`u je živela 72 let. Umrla je najverjetneje naravne smrti in bila zakopana blizu svojega očeta.
SODELOVANJE V POLITIKI
Bila je dobro izobražena o klasiki Arabskega sveta in klasičnega sveta. Obvladala je 4 jezike; arabščino, jezik fula ter jezika hausi in tamashek. V javnosti je imela sloves vodilne t.i. učiteljice v najvplivnejši muslimanski državi zahodne Afrike. To ji je zelo pomagalo pri vključevanju v politiko. Preživela je veliko vojn, ena izmed njih je bila tudi fulanska vojna (1804 – 1808). O izkušnjah, ki jih je doživela je pisala v proznih povedih imenovanih Pesem krožnega potovanja (Wakar Gewaye).
Kalifat Sokoto je bil ustanovljen kot kulturno in versko revolucionarno gibanje, zato so imeli spisi njegovih voditeljev izjemno pomembno vlogo, po katerem so lahko poznejše generacije ocenjevale svojo družbo in oblast. Tako je tudi njen polbrat razglabljati z učenjaki tujih knezov in posnel pisna navodila bodočim guvernerjem.

POUČEVANJE:
Nana Asma`u je tudi oblikovala programe za izobraževanje predvsem afriških žensk. To gibanje se je imenovalo Yan-taru gibanje (t.i. sestrstvo), vodile pa so ga Jaji učiteljice. Učiteljice so potovale po celem kalifatu in izobraževale ženske najpogosteje na njihovih domovih. Vsakemu Jaji-u je Nana v znak pripadnosti organizacije podarila malfo (klobuk) in tradicionalni simbol službe svečenic v Gobriju, ki je bil poveznjen z rdečim turbanom. Izobraževalni program se je razširil in sčasoma vključeval tudi revne in podeželske prebivalce ter usposabljal učitelje, ki so kasneje potovali in poučevali po razširjenem kalifatu. Postali so simboli nove države, novega reda in islamskega učenja tudi zunaj ženskih skupnosti. Posledično so izobražene ženske postopoma zasedale pomembna mesta, kar za kalifat ni bilo nenavadno.

LITERATURA:
Ohranjenih je več kot 60 njenih ohranjenih literarnih del. Bila je izjemno navdihujoča pisateljica. Njena dela vključujejo razprave in zgodovinske pripovedi, razprave o medicini, tehnologiji, politiki, pravu in mistiki. Pisala je žalostinke, opomine, elegije, dolge pesmi v katere je vključevala svoje poglede na lokalne konflikte in dela, ki so bila namenjena sufizmu. Velik vpliv na njeno umetnost pa je imela tudi pesniška tradicija. V svoji literature je uporabljala posebno rimo, s katero je dosegla, da so se pesmi po večkratni recitaciji posamezniku veliko lažje usedle v spomin. 
NJENA ZAPUŠČINA DANES:
Vsa njena obstoječa dela so zbrana v zbirki The Collected Works of Nana Asma'u, Daughter of Usman dan Fodiyo (Zbrana dela nane Asma`u, hčerke Usmana dan Fodiya).
Njena zapuščina ne temelji le na njenem literarnem ustvarjanju, temveč predvsem na njeni vlogi opredeljevanja vrednot kalifata Sokoto. Danes so na območju severne Nigerije po njej imenovane številne islamske šole, sejne dvorane in ženske organizacije. Prevodi njenih del še danes opozarjajo na pomembnost literarne proze in pesmi. Je osrednja oseba številnih študij, ki želijo zavreči običajne stereotipe o ženskah v Afriki. V njeno čast je guverner zvezne države Sokoto, Aminu Waziri Tambuwal, leta 2019 zagotovil zemljišče za postavitev Univerze medicinskih znanosti Nana Asma'u. Ustanovitev in finančno podpiranje univerze naj bi zagotovila fundacija Sultan.    
VIRI:
AE LEARNING, Nana Asmaʼu. 7 maj 2021 [citirano 18. 11. 2022]. Dostopno na naslovu: https://www.youtube.com/watch?v=mIbaesaQH3I
Boyd J. in Mack B., 1997. Collected Works of Nana Asma'u: Daughter of Usman 'dan Fodiyo (1793-1864). East Lansing, Michigan: Michigan State University Press, 1997
ER., 18 marec 2017, Naked History. Nana Asma'u. [citirano 27. 11. 2022]. Dostopno na naslovu: https://www.historynaked.com/nana-asmau/
Hamza Maishanu F. 15. November 2020. Nana Asma’u bint Foduye. [citirano 27. 11. 2022]. Dostopno na naslovu: https://arewauntold.wordpress.com/2020/11/15/nana-asmau-bint-foduye/
ILM FILM, 10. marec 2019. Nana Asmau bint Usman Dan Fodio - The Poetic Princess. [citirano 26. 11. 2022]. Dostopno na naslovu: https://www.youtube.com/watch?v=U3f83X_dUYA
Shaykh Abdal Hakim Murad, 16. april 2021, Cambridge Muslim College, Nana Asma'u – Abdal Hakim Murad: Paradigms of Leadership. [citirano 26. 11. 2022]. Dostopno na naslovu: https://www.youtube.com/watch?v=3bAMRxWgCNo
Tamara Gray A., 15. marec 2017. Muslim Women in Leadership: Nana Asma’u, Daughter of the Shehu [citirano 27. 11. 2022]. Dostopno na naslovu: https://www.almadina.org/studio/articles/muslim-women-in-leadership-nana-asmau-daughter-of-the-shehu
LITERATURA:
Boyd J., 1989. The caliph's sister : Nana Asma'u, 1793-1865, teacher, poet, and Islamic leader. England: F. Cass, London
Boyd J. in Mack B., 2013. Educating Muslim Women: The West African Legacy of Nana Asma u 1793-1864. Kube Publishing Ltd
Boyd J. in Mack B., 2000. One woman's Jihad : Nana Asma'u, scholar and scribe. Bloomington: Indiana University Press
Hutson A., 29. julij 2019. Oxford Research Encyclopedias, Nana Asma’u. [citirano 26. 11. 2022]. Dostopno na naslovu: https://oxfordre.com/africanhistory/view/10.1093/acrefore/9780190277734.001.0001/acrefore-9780190277734-e-468?rskey=6Xb8Kj
Samuels N.M., 16. avgust 2016. Muslim Heritage. Ode to Nana Asma’u: Voice and Spirit. [citirano 27. 11. 2022]. Dostopno na naslovu: https://muslimheritage.com/ode-to-nana-asmau-voice-and-spirit/
Women in the world history. Nana Asma'u and the Scholarly Tradition [citirano 20. 11. 2022]. Dostopno na naslovu: https://chnm.gmu.edu/wwh/p/214.html

VIRI SLIK:
Life & times news, 1 oktober 2022. Nana Asmaʼu Biography and Profile. internet]. [citirano 26. 11. 2022]. Dostopno na naslovu: https://lifeandtimesnews.com/nana-asma%CA%BCu-biography-and-profile/
1. ↑  Record #118903179 // Gemeinsame Normdatei — 2012—2016.
2. ↑  Dictionary of African Biography — NYC: OUP, 2012.